# Takeshi Obata
Takeshi Obata (小畑 健 Obata Takeshi?, născut pe 11 februarie 1969 în Niigata) este un mangaka japonez. Acesta lucrează în general ca artist colaborând cu un scriitor. Este cunoscut a fi instruit mai mulți mangaka, inclusiv Kentaro Yabuki, creator al cunoscutului Black Cat, Nobuhiro Watsuki - creator al Rurouni Kenshin, și Yusuke Murata - creator al Eyeshield 21.
Takeshi a căpătat notorietate în 1985 când a luat un premiu Tezuka Award pentru creația sa 500 Kōnen no Kaiwa. Alăturîndu-se editurii Weekly Shonen Jump, a fost ucenicul lui Makoto Niwano înainte să înceapă prima serie manga de proporții, Cyborg Jii-chan G în 1989. Avînd probleme în a crea cu priză cîțiva ani, Obata a început colaborarea cu alți scriitori la poveștile lor. A început în cele din urmă seria care l-a consacrat în colaborare cu Yumi Hotta pentru Hikaru no Go începînd din 1998.
Pentru această operă de astfel este cel mai bine cunoscut, pentru care a primit Premiul Shogakukan Manga în 2000 și Premiul Cultural Tezuka Osamu în 2003, dar și pentru Death Note. Obata are stil unic în shōnen, atât din punct de vedere a detaliilor desenelor sale, cît și a gusturilor sale pentru modă; personajele pe care le desenează poartă des îmbrăcăminte în stil și la modă ca de exemplu cele mai noi cravate, fulare sau poșete.
A lucrat ca artist, pentru Blue Dragon Ral Grad, o adaptare manga a unui joc video fantastic, Blue Dragon, între decembrie 2006 și iulie 2007.
În toamna anului 2007, a desenat o poveste scurtă, Hello Baby, alături de scriitorul Masanori Morita, care a apărut în Jump Square Arhivat în 1 aprilie 2012, la Wayback Machine.. Aceasta a fost urmată de o scurtă poveste alături de Nisio Isin. O nouă serie numita Bakuman, realizată împreună cu Tsugumi Ohba, a fost confirmată a începe în August, 2008.

## Lucrări
- Cyborg Jii-chan G
- Arabian Majin Bokentan Lamp Lamp cu Susumu Sendo (scriitor)
- Rikito Densetsu -Oni wo Tsugu Mono- cu Masaru Miyazaki (scriitor)
- Karakurizoshi Ayatsuri Sakon with Sharaku Marou (scriitor)
- Hikaru no Go cu Yumi Hotta (scriitor) - supervizat de Yukari Yoshihara (5-dan)
- Death Note cu Tsugumi Ohba (scriitor)
- Blue Dragon Ral Grad cu Tsuneo Takano (scriitor)
- Hello Baby cu Masanori Morita (scriitor)
- Uro-oboe Ouroboros cu Nisio Isin (scriitor)

## Premii și nominalizări
- Nominalizat la Premiul Eisne în 2008 la categoria ,,cel mai bun artist" pentru munca sa la Death Note și Hikaru no Go.